# Heteropterys cultriformis
Heteropterys cultriformis är en tvåhjärtbladig växtart som beskrevs av Chod.. Heteropterys cultriformis ingår i släktet Heteropterys och familjen Malpighiaceae. Inga underarter finns listade i Catalogue of Life.